# Białuń (powiat goleniowski)
Białuń (niem. Gollnowshagen, przejściowo Goliszewo) – wieś sołecka w Polsce położona w województwie zachodniopomorskim, w powiecie goleniowskim, w gminie Goleniów. 
W latach 1975–1998 miejscowość należała administracyjnie do województwa szczecińskiego. W roku 2009 miejscowość liczyła 388 mieszkańców.

## Geografia
Wieś leży ok. 6,5 km na północ od Goleniowa, na Równinie Goleniowskiej, na skraju Puszczy Goleniowskiej, przy drodze łączącej Żółwią Błoć z Miękowem oraz linii kolejowej nr 401 (Szczecin – Świnoujście).

## Historia wsi
Znaleziska archeologiczne na pobliskim wzgórzu potwierdzają istnienie na tym obszarze osad z okresu neolitu ludności kultury pucharów lejkowatych oraz kultury ceramiki sznurowej. Na południowym krańcu wsi odnaleziono przed wojną miecz z epoki brązu. Pierwsze wzmianki o tych terenach pochodzą z średniowiecza, z roku 1309, z dokumentu nadanego przez Ottona I dla miasta Goleniów, w którym daruje miastu dwie wsie: Miękowo (Monkendorp) oraz Smedeberg. Ta ostatnia wieś już nie istnieje i nie wiadomo dokładnie, gdzie się znajdowała. Przypuszczalnie są to tereny dzisiejszego Białunia. Nie ulega jednak wątpliwości, że tereny te należały w epoce średniowiecza i nowożytności do miasta Goleniowa. Reformy uwłaszczeniowe w Prusach na początku XIX wieku przyniosły miastu tereny od wsi Żółwia Błoć, na których wydzielono 26 działek kolonizacyjnych i w roku 1828 założono Białuń. Powstał on na planie rzędówki z elementami ulicówki. Obecnie osadnictwo na terenie wsi ma charakter rozproszony. W 1872 roku wieś zamieszkiwało ok. 440 osób. Znajdowało się tutaj ok. 30 gospodarstw, wiatrak, wyrobisko piasku i różne zakłady rzemieślnicze. W 1892 roku wieś uzyskała połączenie kolejowe z Goleniowem i Kamieniem Pomorskim. 
Białuń to wieś rolniczo-mieszkalna. Zabudowę w Białuniu stanowią w większości domy nowe i tylko kilka domów w Białuniu pochodzi z końca XIX i początku XX wieku (domy murowane i ryglowe). Do starszych budynków w Białuniu zalicza się dworzec kolejowy z końca XIX wieku. Po II wojnie światowej znajdowała się w Białuniu jednostka wojskowa (obecnie zlikwidowana), po której zostały budynki koszar, przerobione na domy. Obecnie w Białuniu notuje się duży przyrost liczby nowych domów.

## Zabytki
- Kościół kamienno-ceglany z ok. 1500, przesłonięty na początku XX w. drewnianą dzwonnicą[7].

## Oświata
We wsi znajduje się szkoła podstawowa im. Marka Kotańskiego.

## Komunikacja
We wsi znajduje się stacja kolejowa linii kolejowej nr 401.